# Ichcahuipilli

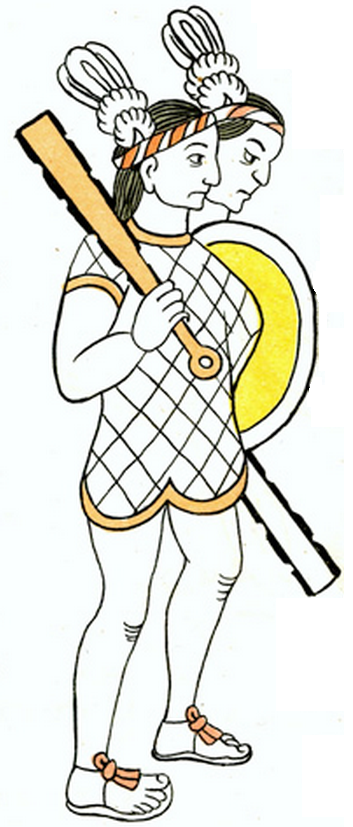
Imagen del gambesón mesoamericano o ichcahuipilli en su versión de longitud mediana. Usualmente sólo protegía el pecho en su versión corta, pero en la versión mediana protegía también los hombros y la pelvis. En su versión larga cubría también los brazos, antebrazos y los muslos hasta los tobillos. Ichcahuipilli portado por un guerrero tlaxcalteca. Lienzo de Tlaxcala,.

El ichcahuipilli (del náhuatl: íchcatl, algodón, y huipilli, camisa) o escaupil era una armadura militar mesoamericana, similar al gambesón euro-asiático, usada por los mexicas y los tlaxcaltecas así como los españoles durante las primeras décadas de la conquista. Estaba construida de varias capas de algodón trenzado, fibras de maguey, y endurecido con salmuera y otras sustancias. Este se portaba debajo del tlahuiztli, ya que el tlahuiztli (confeccionado con plumas o pelaje de animales sobre redes de cuadriculares de fibra de maguey o tela) solamente tenía una función decorativa simbólica y para la identificación de rango militar. Popularmente se cree que los mesoamericanos peleaban parcialmente desnudos o cubiertos únicamente por el tlahuiztli, sin embargo estaban comúnmente equipados con el ichcahuipilli, además del chimalli (escudo mesoamericano) y el cuatepoztli (casco mesoamericano); en el caso del guerrero Xólotl portaban una divisa atada al torso, la cual también protegía de ataques contra proyectiles al cubrir ésta la cabeza.
Su capacidad de protección es equivalente al gambesón euro-asiático del siglo XV y era portado de manera regular por todos los elementos militares de las diferentes culturas de Mesoamérica, incluyendo a los mexicas, mayas, mixtecos, tlaxcaltecas, purépechas o tarascos entre otros. El investigador Mario E. Fuente Cid refiere que sólo un 10% de los españoles que llegaron durante los primeros años de la conquista tenían armaduras metálicas, por lo que la gran mayoría portaba ichcahuipillis o escaupiles como los conocían, que eran más cómodos, fáciles de reparar y menos calurosos en comparación. Su tamaño, calidad de materiales y forma variaba dependiendo del rango o cultura de la unidad militar.

## Uso
La armadura estaba diseñada principalmente para proteger el torso de las flechas y los átlatl en forma similar a la que lo hace un chaleco antibalas moderno: las sucesivas capas de algodón y yute iban frenando paulatinamente y atrapando las flechas, en lugar de desviarlas, como haría una armadura de placas europea. A su vez, esta armadura por ser acolchada protegía bien de los cortes de las macuahuitl y los tepoztopillis. 
Se sabe que tan solo el 10% de los españoles que llegaron durante las primeras décadas de la conquista tenía armadura metálica a la europea. El resto se tuvo se armó con "armas de la tierra", es decir, armas locales y escaupiles. La prenda era tan efectiva para parar flechas e incluso balas, que los conquistadores españoles muchas veces las adoptaron en lugar de sus propias armaduras metálicas, más pesadas y calurosas en el contexto de la humedad y calor de México. Los escaupiles presentaban claras ventajas sobre las armaduras europeas: el hierro era escaso, eran más baratas ya que eran parte de los tributos que los encomenderos recibían, requerían menor mantenimiento, eran más eficientes, no se oxidaban, costurarlos resultaba sencillo. Los ichcahuipillos los usaron los españoles de todos los rangos, tanto pobres como adinerados. Tras la muerte de cortés en 1547 aparecen en el inventario "cuatro piezas de colchas para hacer escaupiles para la guerra" y "nueve cosetes escaupiles de la misma suerte".

## Cultura popular
Para el programa de realidad de Spike TV, Deadliest Warrior, una pieza de material designada como ichcahuipilli, fue probada contra las puntas de hierro de pima y botto azande (arco y flecha). La armadura fue capaz de detener las flechas, e incluso desviar varias de ellas. Fue después determinado que las flechas sí lograron atravesar el material, sin embargo la penetración fue mínima, lo cual indicaba que el arma no hubiera producido ninguna lesión seria.

Variedades del ichcahuipilli en códices
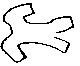
Glifo para ichcatlhuīpīllil. Códice Xolotl.
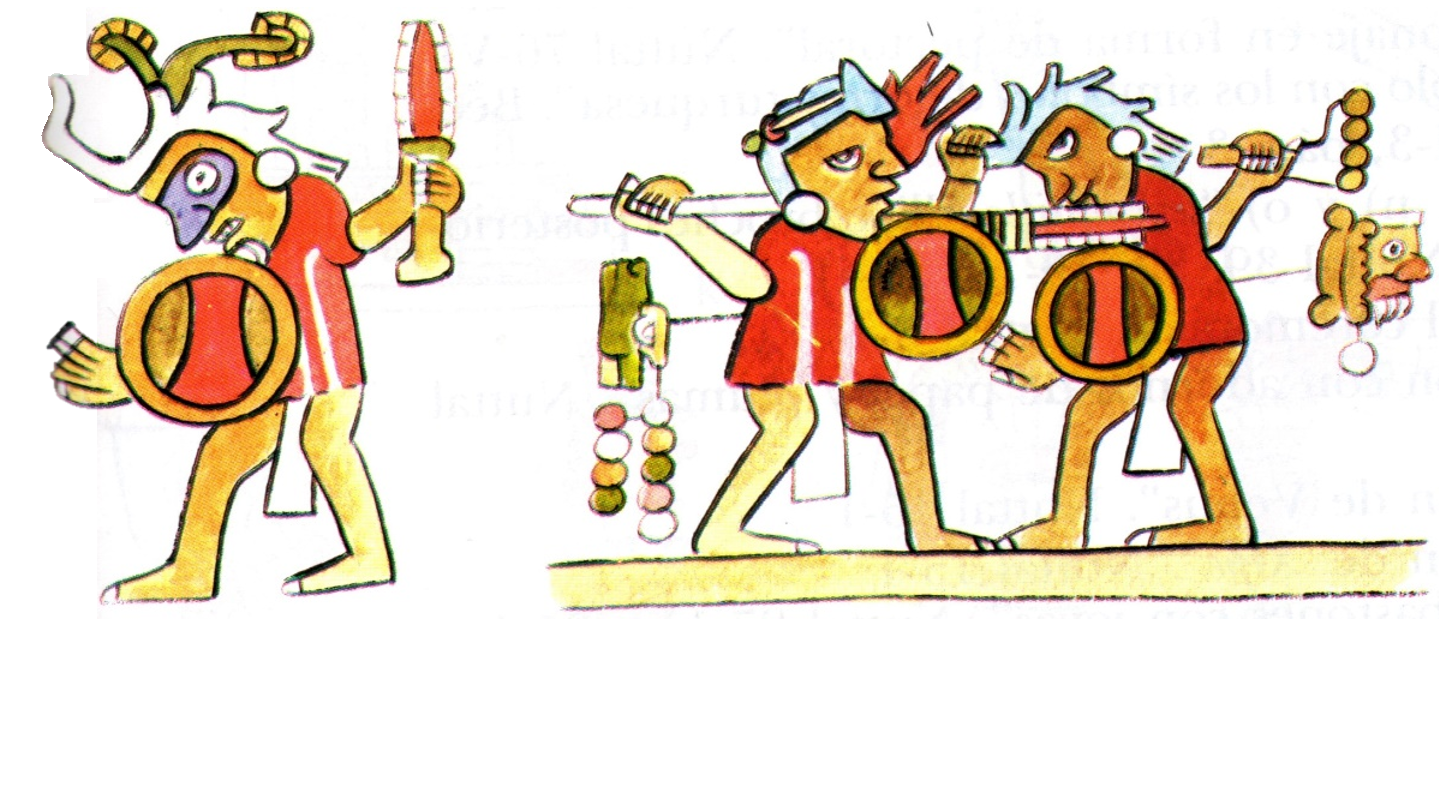
Guerreros mixtecas portando ichcahuipillis rojos, tepoztli curvo, chimalli, tepoztopilli y macuahuitl. Códice Selden
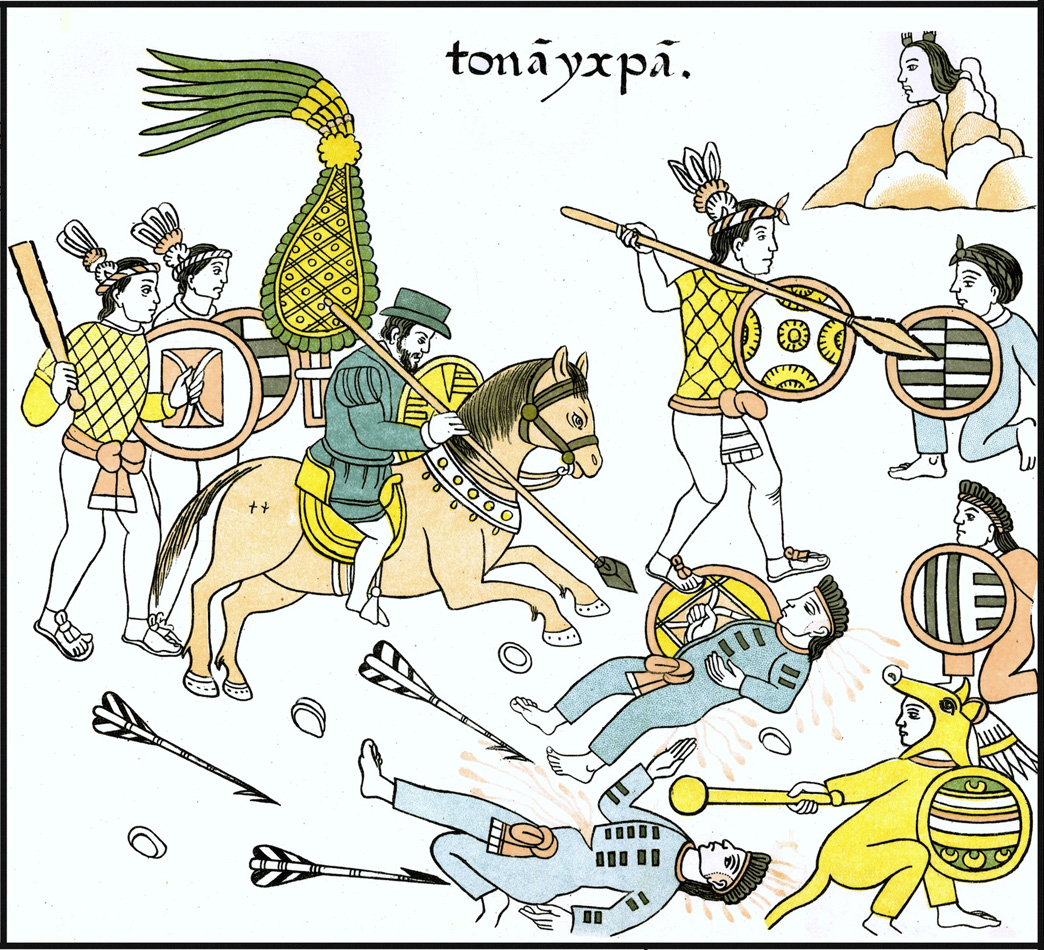
Guerreros tlaxcaltecas junto a sus aliados españoles, portando ichcahuipillis cortos. Lienzo de Tlaxcala.
Ichcahuipilli en el escudo de armas de la Provincia de Honduras en la epoca virreinal, es una referencia a lo aguerrida que fue esa provincia para los conquistadores por sus pueblos nativos.